# Kamil al-Husayni
Kamil al-Husayni (en árabe: كامل الحسيني, también Kamel al-Hussaini) (23 de febrero de 1882 - 31 de marzo de 1921) fue un líder religioso sunita en Palestina. Fue el Mufti Hanafí de Jerusalén de 1908, y en 1918 las autoridades del Mandato británico lo nombraron como el primer "Gran Muftí de Jerusalén", título que habían copiado de los egipcios. Los británicos se referían a él como "representante del Islam en Palestina y miembro de la nobleza más longeva del país".
Al-Husayni era el hijo de Mohammed Tahir al-Husayni, quién había precedido como Mufti Hanafí de Jerusalén.
Políticamente, su aproximación era muy diferente a la de su padre. Durante el Mandato británico de Palestina,  busque compromiso con los judíos y las autoridades británicas. Los británicos lo nombraron Presidente de la Corte de Apelaciones y posteriormente director del Comité Superior Waqf. Los británicos también lo hicieron miembro de la Orden de San Miguel y San Jorge (CMG).
Fue sucedido por su hermano Mohammad Amin al-Husayni.